# Hufeisenmagnet

Verlauf der Feldlinien eines hartmagnetischen Hufeisenmagneten (Feldstärke farblich hinterlegt)

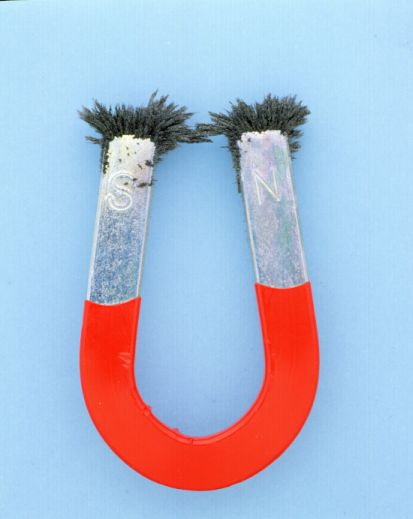
Hufeisenmagnet mit Eisenpulver an den beiden Polen

Als Hufeisenmagnet bezeichnet man einen Magneten, der ungefähr die Form eines Hufeisens hat. Den Hufeisenmagneten zeichnet insbesondere das stark konzentrierte Magnetfeld zwischen seinen Schenkeln aus. Abseits der beiden Pole fällt das Magnetfeld schnell ab. Ein Hufeisenmagnet ist im Prinzip ein gebogener Stabmagnet.
Die starke räumliche Konzentration seines Feldes erreicht der Hufeisenmagnet dadurch, dass seine beiden gegensätzlichen Pole direkt nebeneinander platziert sind. Pole sind hierbei die Orte des Magneten, wo die Magnetisierung {\displaystyle {\vec {M}}} beginnt und endet, oder mathematisch gesprochen die Divergenz der Magnetisierung {\displaystyle {\vec {\nabla }}\cdot {\vec {M}}} ungleich Null ist. Bei einem gleichmäßig magnetisierten Hufeisen, wo {\displaystyle {\vec {M}}} überall mit gleichem Betrag in Materialrichtung verläuft, ist dies nur an den beiden Stabenden der Fall; Abseits dieser Pole fällt das Magnetfeld schnell ab. Praktisch hergestellte Magneten können allerdings eine ungleichförmige Magnetisierung aufweisen, wodurch zusätzliche Pole entlang des Hufeisens entstehen, die das Feld abseits der Stabenden auf verschiedene Weisen verzerren. Nimmt die Magnetisierung zur Biegung hin zu, so erstreckt sich das Feld etwas weiter zwischen die Schenkel; Nimmt sie dort hingegen ab, wenn z. B. nur die geraden Schenkel magnetisiert sind, so kann das Feld nahe der Biegung auch andersherum verlaufen als zwischen den Polen.

## Fachliteratur
- Das große Buch der Technik. Verlag für Wissen und Bildung (Verlagsgruppe Bertelsmann), Gütersloh 1972.
- Günter Springer: Fachkunde Elektrotechnik. 18. Auflage. Verlag – Europa – Lehrmittel, Wuppertal 1989. ISBN 3-8085-3018-9.